# Pont Qingshuihe (pont ferroviaire)
Ne doit pas être confondu avec Pont Qingshuihe.
Le pont ferroviaire de Qingshuihe (chinois simplifié : 南昆铁路清水河大桥) est un pont long de 360 mètres traversant la vallée de la rivière Qingshuihe (zh) dans la province du Guizhou en Chine.

## Construction
Le pont est mis en service en 2000.

## Description
Le pont ferroviaire de Qingshuihe fait partie des 675 ponts de la ligne ferroviaire Qing-Zang. Il s'agit du 5e pont ferroviaire le plus élevé au monde. Les piétons locaux utilisent le pont pour traverser la rivière.